# Alexander III av Skottland
Alexander III, född 4 september 1241, död 19 mars 1286, var kung av Skottland från 1249.

## Biografi
Alexander III var son till Alexander II av Skottland och Marie de Coucy.
Under Alexanders minderårighet stred stormännen om väldet, och de olika partierna sökte trygga sitt inflytande genom att bemäktiga sig kungens person. Alexander förmäldes 1251 med den engelske kungen Henrik III:s dotter Margareta och motsatte sig med kraft först dennes och sedan Edvard I:s försök att få Skottlands länsplikt under England erkänd. Han härjade på Suderöarna, som liksom öriket Man var norska lydland, försvarade sig mot kung Håkon Håkonssons anfall (1263) samt fick genom freden i Perth (1266) av dennes son Magnus mot en penningsumma och löfte om årlig avgift såväl Suderöarna som Man. Med Alexander III utslocknade det gamla skotska kungahuset på manssidan (1286).

## Barn
1. Margareta av Skottland, gift med Erik Magnusson av Norge